# Dorylaea robinsoni
Dorylaea robinsoni är en kackerlacksart som först beskrevs av Hanitsch 1915.  Dorylaea robinsoni ingår i släktet Dorylaea och familjen storkackerlackor. Inga underarter finns listade i Catalogue of Life.